# Shun Hirayama
Shun Hirayama (japanisch 平山 駿 Hirayama Shun; * 6. Oktober 1998 in Asaka, Präfektur Saitama) ist ein japanischer Fußballspieler.

## Karriere
Shun Hirayama erlernte das Fußballspielen in der Jugendmannschaft von Mitsubishi Yowa sowie in der Universitätsmannschaft der Hōsei-Universität. Seinen ersten Profivertrag unterschrieb er am 1. Februar 2021 bei  Giravanz Kitakyūshū. Der Verein aus Kitakyūshū, einer Großstadt in der Präfektur Fukuoka, spielte in der zweiten japanischen Liga, der J2 League. Sein Zweitligadebüt gab Shun Hirayama am 27. Februar 2021 im Heimspiel gegen Albirex Niigata. Hier wurde er in der 90.+2 Minute für Ryō Satō eingewechselt. Am Ende der Saison 2021 stieg er mit dem Verein als Tabellenvorletzter in die dritte Liga ab.